# 참자기와 거짓자기
참자기(true self, real self, authentic self, original self, vulnerable self)와 거짓자기(false self, fake self, idealized self, superficial self, pseudo self)는 영국의 심리학자 도널드 위니컷(Donald Winnicott)이 창안한 개념이다. 위니컷은 모순이나 대립 등이 거의 없는 참자기를 갖는 상태에서, 자발적이고 실제적인 경험과 살아있다고 느끼는 것에 기반한 자기감(sense of self)으로 참자기라고 하였다. 반대로 거짓자기는 방어적 외관으로 만들어진 자기감을 가리키며, 극단적인 경우에는 나르시시즘(narcissism) 상태와 같이 조화롭지 못하고 무기력한 실존의 모습 뒤로 개인의 자발성 결여와 죽은 것 같은 혹은 공허한 느낌을 남길 수 있다.

## 특징
위니컷은 자신의 저서에서, 참자기는 살아있다는 것의 실재적인 면을 인식하는 것과 같은 영아기의 자기인식(self-perception)에 기반한다고 보았다. 구체적으로 위니컷은 영아기의 자기인식이란 동맥을 통한 혈액 순환이나 호흡으로 인한 폐의 팽창과 축소를 인식하는 것과 같은 것이라고 하였으며, 이를 단순 존재(simply being)라고 불렀다. 이로부터 유아는 이러한 것이 지속되고 자신의 삶을 필수적 현재(essential reality)로 인식하는 것을 확신하기 시작한다. 탄생 이후 아이의 자발적 비언어적 몸짓은 본능적인 감각에서 나오며, 만약 부모가 이에 친절하고 단호하게 반응하면 그것은 참자기의 지속적 발전의 기반이 된다.
그러나 위니컷이 충분히 좋은 부모(Good enough parents) 즉 반드시 완벽할 필요가 없는(not necessarily perfect) 것이라고 묘사한 것이 제대로 작동되지 '않았을' 때, 영아의 자발성은 부모의 바람이나 기대에 맞춰야 한다는 당위에 의하여 침식된다. 그 결과는 거짓자기라는 것이 생성되어, "타인의 기대가 다른 것에 우선하여 중요해지고, 진정한 자신의 존재의 근원과 연결되는 자아감을 은폐하거나 그것과 대립할 수 있다(other people's expectations can become of overriding importance, overlaying or contradicting the original sense of self, the one connected to the very roots of one's being)". 위니컷이 생각한 위험은 "거짓자기를 통하여 유아는 거짓된 관계를 구축하고, 심지어 내사(introjection)를 통하여 자기의 실재를 드러내기에 이르지만(through this false self, the infant builds up a false set of relationships, and by means of introjections even attains a show of being real)", 실제로는 독립적인 듯한 외관(independent-seeming façade) 뒤에서 무미건조한 공허감을 숨기고 있는 것에 불과하다는 것이다.
특히 엄마나 부모가 아이에게가 아닌, 아이가 엄마나 부모에게 조율을 제공해야 할 때 그 위험은 심각하다. 이로 인해 비인격적, 비개인적, 비자발적인 기반에서 사물이나 대상을 자신과 분리되어 인식하는 것을 구축한다. 그러나 이러한 병리적 거짓자아가 생기 없는 모방에 따라 참자기의 자발적인 몸짓을 억누르지만, 위니컷은 그것을 보다 나쁜 것을 막는데 있어 매우 중요하다고 생각한다. 그가 말한 보다 나쁜 것이란, 숨겨진 참자기의 개척을 무화(annihilation)하는 행동이다.

## 전조
지그문트 프로이트(Sigmund Freud)의 동료 헬렌 도이치(Helene Deutsch)는 참된 것을 대체하는 것으로 '마치 인격(as if personality)' 혹은 '마치 허구 관계(as if pseudo-relationship)'라고 설명하였다. 위니컷의 분석가 조안 리비에르(Joan Riviere) 역시 나르시시스트의 가장무도회(narcissist's masquerade)라는 개념으로 설명하였다. 그것은 본질적으로는 통제권을 획득하기 위하여 숨어서 몰래 교묘하게 분투하는 것을 숨기면서 겉으로는 승낙을 보이는 행동을 말한다. 자신과의 동일시(identification)의 산물로서 에고(ego)를 정의한 프로이트의 후기 이론에서는 이를 거의 거짓자기로만 본다. 반대로 위니컷의 참/거짓 구분 역시 마이클 발린트(Michael Balint)의 "근본적 거짓(basic fault)"과 로널드 페어베언(Ronald Fairbairn)의 "절충된 에고(compromised ego)" 개념과 비교되어 왔다.
에리히 프롬(Erich Fromm)의 1941년 저서 『자유의 공포(The Fear of Freedom)』는 참자기(original self)와 허구자기(pseudo self)를 구분하였고, 허구자기의 비진실성(inauthenticality)은 자유의 고독(loneliness of freedom)을 탈출하는 방식이라고 보았다. 반면 쇠렌 키에르케고르(Søren Kierkegaard)와 같은 초기 실존주의자는 "실제로는 절망의 반대에 있는 자기가 되려는 의지를 갖는 것(to will to be that self which one truly is, is indeed the opposite of despair)"이라고 하였다. 절망이란 "자기보다 타인이 되려는(to be another than himself)" 것을 선택하는 절망을 말한다.
카렌 호나이(Karen Horney)의 1950년 저서 『신경증과 인간의 성장(Neurosis and Human Growth)』에서 자기향상(self-improvement)이라는 시각을 통하여 참자기와 거짓자기라는 개념을 구축하였다. 호나이는 그것을 참된 자기(real self)와 이상적 자기(ideal self)로 해석, 참된 자기란 현재 자기인 것, 이상적 자기는 자기가 될 수 있었던 것을 말한다. (카렌 호나이#이론의 심화 : 자기실현과 자아이론#자아이론).

## 이후의 발전
20세기 후반기에 위니컷의 이론은 확장되었고, 심리분석 및 기타 그 이상의 범위 내에서 다양한 분야에 걸쳐 적용되었다.

### 코헛
심리분석학자 하인츠 코헛(Heinz Kohut)은 자신의 나르시시즘 연구에 위니컷의 연구를 확산시켰다. 코헛른 나르시시스트가 자신의 상처받은 내면 자아(inner self) 주위에 방어 무기를 설치하는 것으로 보았다. 그는 상처받은 자아의 단편을 동일시하는 것보다는 한 사람의 자율적 창의성을 희생하여 외부 인격을 동일시하는 것을 통한 일치를 달성하는 것에 더 병리적 양상을 보인다고 보았다.

### 로웬
심리치료사 알렉산더 로웬(Alexander Lowen)은 나르시시스트를 참자기와 거짓자기를 가지고 있거나 피상적인 자기를 가지고 있다고 보았다. 자아(the self)가 세상에 나오면서 거짓자기는 표면에 남아 있는 것이다. 그것은 참자기에 맞서 서 있으며, 참자기는 가면이나 이미지 뒤에 있다. 참자기는 느끼는 자기(feeling self)이지만, 나르시시스트에게 느끼는 자기는 숨겨지고 거부되어야 한다. 피상적인 자기는 복종과 순종을 의미하면서, 내면 자기나 참자기는 이를 거부하며 분노한다. 이러한 반항과 분노는 그 사람에게 생명력(life force)의 표현이기에 완전히 억압될 수 없다. 그러나 부인(denial) 때문에 직접 표혐될 수 없다. 대신 그것은 나르시시스트의 행동화(acting out)에서 나타난다. 그리고 비뚫어지는 힘(perverse force)이 될 수 있다.

### 매스터슨
정신과의사 제임스 매스터슨(James F. Masterson)은 모든 인격장애(personality disorder)는 매우 어린 아이가 엄마를 기쁘게 하고자 구축하는 거짓자기와 참자기라는 두 자기간의 갈등을 발달시킨다고 보았다. 인격장애의 심리치료는 참자기와 만나게 하는 것이다.

### 시밍턴
네빌 시밍턴(Neville Symington)은 개인적 행동의 자원을 다루고자 위니컷의 참자기와 거짓자기 간의 대조를 발전시켰고, 자발적이고 부조화스러운 행동 자원을 대조시켰다. 부조화스러운 행동 자원은 내면화와 외부 영향과 압박으로부터 도출된다. 따라서 예를 들어 아이의 성취로 자기영광(self-glorification)에 대한 부모의 꿈은 외부에서 부적절한 부조화적 행동 자원으로 내면화할 수 있다. 그러나 시밍턴은 거짓자기나 나르시시스트 가면을 위하여 개인이 자율적 자기를 버리는데 있어 '의도적(intentional)' 요소를 강조하였다. 그는 위니컷이 이를 간과하였다고 보았다.

### 백닌
한때 증상에 대한 사회적 관심을 제고하는 개인적 임무(personal mission)로 묘사되었던 것의 일부로, 심리학 교수이자 스스로 나르시시스트라고 고백한 샘 백닌(Sam Vaknin)은 나르시시즘에서의 거짓자기의 역할을 강조하였다. 거짓자기는 나르시시스트의 참자기를 대체하고, 전능함을 스스로 부여함으로서 상처와 자기애적 상처(narcissistic injury)로부터 자신을 방어하도록 의도되었다. 나르시시스트는 자신의 거짓자기는 참자기인 척하고 타인에게 이러한 작화증(confabulation)을 확신하도록 요구하면서도 자신의 실제 불완전한 참자기를 비밀로 한다.
백닌에게 있어, 다 허물어져가고 제대로 기능 못하는 참자기보다는 거짓자기가 나르시시스트에게 훨씬 중요하다고 본다. 그리고 백닌은 참자기는 치료를 통하여 소생시킬 수 없다는 견해에 동의하지 않는다.

### 밀러
심리학자 앨리스 밀러(Alice Miller)는 아이/부모는 '어떤' 형태의 참자기도 가지지 못하고 거짓자기 가면(false self facade) 뒤에 남는다고 하며, 그 결과 참자기를 자유롭게 하는 것은 위니컷이 언급한 나비가 누에에서 나오는 이미지처럼 간단하지 않다고 조심스럽게 경고하였다. 그러나 만약 참자기를 발전시킬 수 있다면, 밀러는 거짓자기의 공허한 과대성(grandiosity)은 새로운 자율적 활력감으로 대체할 수도 있을 것이라고 생각하였다.

### 오르바흐
심리치료사 수지 오르바흐(Susie Orbach)는 거짓자기를 (부모의 압박 하에) 자기의 어느 한 부분이 다른 부분, 자기의 완전한 잠재력(full potential)을 희생하고 과잉발달하여, 자신으로부터 자발적으로 나타나는 것을 지속적으로 불신하기에 이른다. 나아가 오르바흐는 환경적 결함이 심신의 내부 분열(inner splitting)을 유도한다는 위니컷의 설명을 확장하여, 자신의 몸에 대한 감각을 위조하는 거짓신체(false body)의 이상형을 다룬다. 오르바흐는 특히 여성의 거짓신체는 진실성과 신뢰도의 내면 감각(inner sense)을 희생하고, 타인과의 동일시에 기반하여 구축된다고 보았다. 치료 과정에서, 견고한 거짓 신체감각(body-sense)은 환자의 진실한 (그러나 종종 고통스러운) 신체 느낌을 발생하게 할 수도 있다.

### 융의 페르소나
칼 융(Carl Jung) 학파는 융의 페르소나(persona)와 위니컷의 거짓자기 개념의 중첩을 탐색해 왔다. 그러나 이들은 유사성을 인지하면서도 가장 엄격한 방어적 페르소나는 거짓자기의 병리적 상태와 같다는 것으로 본다.

### 스턴의 삼자기
심리학자 다니엘 스턴(Daniel Stern)은 위니컷의 '계속 존재하기(going on being)'를 가장 중요한 자기(core self)이자 언어 이전의 자기(pre-verbal self)를 구성한다고 보았다. 또한 그는 어떻게 언어가 잘못된 자아감(false sense of self)을 강화하여 참자기가 말이 불분명하고 마치 거절 당하는 것처럼 하는 방식을 탐색하였다. 그러나 스턴은 사회적 자기(social self), 개인적 자기(private self), 거절된 자기(disavowed self)라는 삼중면을 제시하는 것으로 끝맺었다.

## 같이 보기
- 도널드 위니컷